# Osiedle Piastów Śląskich (Strzelce Opolskie)
Jeżeli edytujesz kod źródłowy, to aby uzyskać taki efekt: teoria, elektronem, Witolda Gombrowicza – twórz linki według składni: [[teoria]], [[elektron]]em, [[Witold Gombrowicz|Witolda Gombrowicza]].

jedno z największych osiedli mieszkaniowych w Strzelcach Opolskich, zlokalizowane w południowej części miasta. Zbudowane zostało w przeważającej części w latach 70. XX wieku w technologii wielkiej płyty. Jego pierwotna nazwa z okresu Polskiej Rzeczypospolitej Ludowej to osiedle Przyjaźni Polsko-Radzieckiej (PPR).

## Historia

### Geneza i początki spółdzielczości
Potrzeba budowy nowych mieszkań w Strzelcach Opolskich była w latach powojennych paląca, co wiązało się ze zniszczeniami wojennymi, które w 1945 roku objęły około 58% zabudowy miasta. W odpowiedzi na deficyt mieszkaniowy, w 1960 roku pracownicy lokalnych fabryk założyli Międzyzakładową Spółdzielnię Mieszkaniową „Nowe Życie”. Początkowe, skromne plany zakładały budowę 7 bloków z 42 mieszkaniami.
Pierwsze budynki wzniesione przez spółdzielnię powstały w ścisłym centrum miasta – w zachodniej pierzei rynku. Pierwsi lokatorzy wprowadzili się do nich w 1963 roku. Rok później, w 1964, oddano do użytku dwa kolejne bloki przy ul. Marka Prawego 15 i 15a oraz dwa pawilony handlowe.

### Budowa osiedla
Lata 70. XX wieku przyniosły największą inwestycję mieszkaniową w historii miasta – budowę osiedla, któremu nadano imię Przyjaźni Polsko-Radzieckiej (PPR). W ramach projektu, oprócz bloków mieszkalnych, wzniesiono bogatą infrastrukturę towarzyszącą:
- pawilony handlowo-usługowe,
- Szkołę Podstawową nr 7,
- Przedszkola nr 8 i 9
- ośrodek zdrowia,
- siedzibę spółdzielni.

## Po 1989 roku
Po transformacji ustrojowej w 1989 roku spółdzielnia zaprzestała budowy nowych mieszkań. Jej działalność skupiła się na zarządzaniu istniejącymi zasobami oraz na przejmowaniu budynków mieszkalnych należących do likwidowanych i upadających zakładów pracy. Nazwa osiedla została zmieniona z Osiedla PPR na Osiedle Piastów Śląskich.